# Iglesia de Zemo Kriji
La iglesia del arcángel de Zemo Kriji (en georgiano: ზემო კრიხის მთავარანგელოზის ეკლესია, romanizado: tr) es una iglesia ortodoxa del siglo X-XI, ubicada en el distrito de Ambrolauri, parte de la región histórica y cultural de Racha, Georgia. Es una iglesia de salón, adornada con piedra tallada, frescos e inscripciones georgianas medievales. Fue destruida casi por completo durante el terremoto de Racha de 1991 y reconstruida en 2009. Está inscrita en la lista de monumentos culturales de importancia nacional de Georgia.

## Historia
Basada en su arquitectura, la iglesia de Zemo Krikhi ha sido datada entre finales del siglo X o inicios del siglo XI. Fue mencionada por primera vez en las notas de viaje de los enviados rusos Tolochanov y Yevlyev quienes viajaron por el oeste de Georgia en la década de 1650. La iglesia colapsó durante el terremoto que sacudió Racha el 29 de abril de 1991. Fue reconstruida en 2009.

## Diseño
Zemo Krikhi, de 13.4 x 5.7 m, es una iglesia de salón con un ábside en el este. El ábside tiene un exterior pentagonal e interior semicircular. Al sur y al oeste, la iglesia tiene anexos, aparentemente áreas especiales para mujeres (sakalebo). La pared oeste y su correspondiente anexo fueron remodelados en 1884. A diferencia del estándar de santuario tripartita encontrado en las contemporáneas iglesias de salón en Georgia, la iglesia tiene una bema (plataforma elevada) dividida en tres partes: dos profundas y altas bóvedas de horno flanquean el altar a cada lado, haciendo que el interior parezca monumental para su tamaño. La bema es iluminada por dos ventanas. Las paredes de la iglesia están ricamente decoradas con piedras talladas ornamentales. La fachada posee una docena de inscripciones en los alfabetos georgianos medievales asomtavruli y nuskhuri, paleográficamente datados en el siglo XI. El interior está adornado con frescos que datan de mitad del siglo XI. Las pinturas representan escenas bíblicas, retratos de diversos santos, incluyendo a un grupo de santas, clérigos y otras representaciones.